# GC EP
 (février 2011).
Albums de Good Charlotte
Another EP
(1999) Good Charlotte
(2000)
GC EP est un EP de diffusion confidentielle sorti par Good Charlotte en 2000, avant leur premier album, Good Charlotte ; seulement 50 exemplaires ont été faits. Chacune des chansons présentes sur l'EP sont aussi sur l'album Good Charlotte.

## Liste des titres
1. Walk By
2. East Coast Anthem
3. I Heard You
4. Little Things